# علی‌گان
علی‌گان (به لاتین: Ali Gane) یک منطقهٔ مسکونی در سنگال است که در Kaolack Region واقع شده‌است.